# SN 2008ci
SN 2008ci – supernowa typu II-P odkryta 9 maja 2008 roku w galaktyce M-01-01-05. W momencie odkrycia miała maksymalną jasność 17,10m.